# دبلیودبلیوئی ۲کی۱۵
دبلیودبلیوئی ۲کی۱۵ (به انگلیسی: WWE 2K15) یک بازی ویدئویی کشتی حرفه‌ای است که با همکاری دو شرکت ویژوال کانسپت و یوکس توسعه یافته‌است و توسط شرکت ۲کی اسپورتز برای پلی‌استیشن ۳، پلی‌استیشن ۴، اکس‌باکس ۳۶۰، اکس‌باکس وان و مایکروسافت ویندوز منتشر شده‌است. این بازی دارای بسته های DLC است که شامل ۳ بخش داستانی می شود و دارای سوپراستار های اضافه نیز است که به صورت جداگانه ارائه می شود.
در این بازی نحوه ی مبارزات نسبت به نسخه های قبل کاملا عوض شده و تأکید زیادی بر گیم پلی سنتی و آرام تر دارد و این امتیاز مثبتی را برای این بازی به ارمغان آورده است؛ این کار چندین ویژگی جدید را اضافه کرده که از بارز ترین آنها می توان به طبیعی تر شدن روند مسابقات بازی اشاره کرد.  
ویژگی قابل توجه دوم نسبت به نسخه های قبل، بهبود نوار سلامتی و انتخاب بازیکن است.

## گیم پلی
WWE 2K15 به معنای شروع "نسل جدید از این سری بازی" است، که بیشتر به جای "یک بازی جنگی با حضور ستاره های WWE در آن ، تبدیل حق رای به یک بازی کشتی واقعی است." مینی بازی کشتی های زنجیره ای جدید (منحصر به فرد کنسول های نسل فعلی و رایانه های شخصی) اجرا شده است تا مسابقات به صورت واقعی تری انجام شود. با فشار دادن دکمه چنگ زدن در ابتدای مسابقه  گره یقه و آرنج آغاز می شود. در ابتدای تساوی ، هر حریف یکی از سه دکمه صورت را فشار می دهد تا حریف خود را در یک قفل عقب ، قفل مچ دست یا قفل کمر با نتیجه سبک کاغذ-کاغذ-قیچی قرار دهد. (Headlock ضربان قفل مچ دست، قفل مچ دست قفل کمر، قفل کمر ضربات Headlock را می زند.) هر کسی که برنده شود حریف خود را در جایگاه مربوطه قرار می دهد ، در حالی که هر دو بازیکن چوب آنالوگ سمت راست را می چرخانند (فاصله + کلیدهای حرکتی روی کامپیوتر) تا یک "شیرین" پیدا کنند نقطه ". اگر مهاجم ابتدا آن را پیدا کند ، آنها حرکتی را انجام می دهند ، اگر مدافع ابتدا آن را پیدا کند ، برتری را پیدا می کنند. علاوه بر این، کشتی گیر مهاجم می تواند اندام حریف را ضرب و شتم کند و یا این کار باعث می شود که آنها نتوانند نقطه شیرین را پیدا کنند. این بازی کوچک فقط 2-3 بار در طول مسابقه اتفاق می افتد و می توان آن را از طریق منوی گزینه ها خاموش کرد. با بهبود برخورد و فروش انیمیشن از حریف، اعتصابات به سرعت طبیعی خود بازگشتند. برخلاف بازی های قبلی ، سوپراستارها بلافاصله پس از دست انداختن یا انتقاد از پا نخواهند ایستاد. آنها گاهی اوقات بر اساس توان خود برای چند ثانیه پایین می مانند. 

تصویری از گیم پلی بازی

این بازی همچنین متر استقامت سه ردیف را معرفی می کند ، که سرعت یک مسابقه را کنترل می کند. از طریق هر حرکتی که بازیکن انجام می دهد، خصوصاً ضربه زدن و دویدن ، قدرت استقامت را تخلیه می کند. در طی ردیف اول ، کشتی گیر پر انرژی خواهد بود و حرکتها را به راحتی انجام می دهد. در طول رده دوم ، کشتی گیر شروع به کند شدن می کند. در رده سوم ، کشتی گیر کاملاً خسته خواهد شد ، حتی در صورت افت خیلی پایین ، حتی قادر به انجام حرکات پایان خود نیست. توان سنج همچنین می تواند خاموش شود یا تنظیم شود تا با سرعت کمتری تخلیه شود و تا زمانی که یک متر تخلیه نشود، به آرامی احیا می شود. سیستم ارسال بازی تغییر یافته است. سنج "نقطه شکست" با یک سنج دایره ای دو بخشی جایگزین شده است. مکانیک سیستم اکثراً یکسان باقی مانده است ، اما بازیکنان فقط باید یک دکمه را بهم بزنند تا هر چهار. تکمیل کننده های طعنه زنی در حال حاضر به عنوان "اتهامات شارژ شده" شناخته می شوند که طعنه و فینیشر را در یک انیمیشن با فشار دادن و نگه داشتن دکمه پایان دهنده هنگامی که حریف زمین می خورد ترکیب می کند و سپس هنگامی که روی پاهایشان هستند آن را آزاد می کنید (در حالی که در رایانه شخصی است). ، نگه داشتن کلید لازم نیست). حرکات امضا هم اکنون می توانند ذخیره شوند. پایان دهنده های Catch و Catapult نیز برگشته اند. برای اطمینان از اینکه شخصیت ها بیشتر شبیه همتایان واقعی خود رفتار می کنند ، هم سبک های مبارزه و هم مجموعه مهارت ها آورده شده است. به عنوان مثال ، آگهی های بلند مانند ری میستریو حرکت قدرت را انجام نخواهند داد و تمرکز خود را بر روی غواصی و حرکت تخته پرشی متمرکز خواهند کرد در حالی که غول هایی مانند نمایش بزرگ نمی توانند از سد پیچ بالا بروند و بر روی حرکات قدرت تمرکز خواهند کرد. سوپراستارهایی که نمی توانند به طناب بالایی  صعود کنند می توانند به طناب دوم صعود کرده و حرکاتی مانند افت آرنج برت هارت یا چلپ چلوپ تیرکمان بچه بیگ شو را تحویل دهند.

## بخش های داستانی

### شوکیس
در 4 آگوست 2014، آی‌جی‌ان نشان داد که این بازی دارای یک حالت تاریخی است که بر رقابت های گذشته WWE تمرکز دارد.حالت داستانی که "2K Showcase" نامیده می شود، شبیه حالت دبلیودبلیوئی ۲کی۱۴ 30 سال رسلمانیا است که بر روی رویدادهای تاریخی تمرکز می کند، اما بیشتر شبیه حالت Attitude Era در دبلیودبلیوئی ۱۳ خواهد بود که در آن بر ویژگی ها به جای کلیات تاکید می کند.این حالت عمیق‌تر می‌شود و نگاهی دقیق‌تر به رقابت‌های شخصی ارائه می‌کند، آنها را به‌عنوان مستندهای کوچک در نظر می‌گیرد، با صحنه‌های قطع شده در مسابقه (با تفسیر دوباره ضبط‌شده) و اهداف تاریخی برای تکمیل.
2K Showcase در مجموع دارای 33 مسابقه است و با دو رقابت برجسته می شود.
اولین رقابت "هستل، وفاداری، بی احترامی" بین جان سینا و سی ام پانک از سال 2011 تا 2013 است. این رقابت با شروع شورش پانک علیه رئیس WWE، مستر مک‌من، و نحوه اداره شرکت و سپس شروع شد.زمانی که او ادعا کرد که احترامی را که سزاوارش بود به دست نیاورده و منجر به مسابقه ای در مانی این بنک 2011 در مقابل سینا برای قهرمانی دبلیو دبلیوئی شد، زیرا قراردادش با دبلیو دبلیوئی پس از این رویداد به پایان می رسید.این رقابت با شکست پانک توسط سینا در راو به پایان می رسد.
رقابت دوم "بهترین دوستان، دشمنان تلخ" داستان دشمنی بین تریپل اچ، شاون مایکلز و کشتی پایدار اولوشن است.این شوکیس در سامر اسلم 2002 بین تریپل اچ و مایکلز آغاز می شود و مسابقات مختلفی از راو و PPV را پوشش می دهد که با شکست تریپل اچ در مسابقه خون بد 2004 در جهنم درون یک قفس به پایان می رسد.
2K Showcase همچنین به بازیکنان اجازه می‌دهد تا عرصه‌ها، کشتی‌گیران و لباس‌های مختلف را از هر دوره رقابت باز کنند، از جمله لباس‌های تریپل اچ در سال‌های 2003 و 2004 و اولوشن پایدار از سال 2004.

### محتوای شوکیس‌های دی‌ال‌سی
دبلیودبلیوئی ۲کی۱۵ دارای سه شوکیس اضافی است که به صورت دی‌ال‌سی در دسترس بودند.
«یک مسابقه دیگر» رقابت بین کریستین و رندی اورتن در سال 2011 را نشان می‌دهد که بر تلاش کریستین برای کمربند قهرمانی سنگین‌وزن جهان دبلیودبلیوئی تمرکز دارد، از مسابقه نردبانی کریستین در برابر آلبرتو دل ریو در Extreme Rules 2011 تا مسابقه آنها در سامر اسلم 2011.
Hall of Pain" شامل سلطه مارک هنری در سال 2011 و اوایل سال 2012 و مسیر او برای پیروزی در مسابقات قهرمانی سنگین وزن جهان و تجدید حیات کوتاه وی برای مسابقات WWE در اوایل سال 2013 ، از پول وی در مسابقه Bank 2011 مقابل بیگ شو گرفته تا او است.
«Path of Warrior» بر روی حرفه آلتیمت واریر تمرکز دارد، در مورد ظهور آلتیمت واریر در طول دهه 1980، توضیحاتی در مورد عبور مشعلی که هالک هوگان در رسلمنیا 6 نشان داد و جزئیات میراث واریر در دبلیودبلیوئی، توضیح می دهد.مسابقه سامر اسلم او در سال 1988 در برابر هانکی تانک من، با جیمی هارت در کنارش، تا مسابقه رسلمنیا 12 او با هانتر هرست هلمزلی.

### مای‌کریر
این بازی همچنین دارای حالت "مای‌کریر" مشابه ان‌بی‌ای ۲کی۱۵ است.بازیکنان نقش یک سوپراستار ساخته شده در Creative Suite را بر عهده می گیرند و سیر تکامل حرفه ای خود را در WWE دنبال می کنند، از مرکز عملکرد WWE و NXT تا رویداد اصلی در رسلمنیا، سپس حرفه شما 15 سال بعد از آینده که در آن حضور دارید شبیه سازی می شود.این اولین باری است که سری WWE 2K دارای حالت کریر است و اولین بار برای این سری از زمان اسمک‌دان در مقابل راو 2010 است. مای‌کریر به گونه‌ای طراحی شده است که یک خط داستانی منشعب، اما خطی باشد که در آن اقدامات بازیکنان تأثیراتی بر آینده دارند.یادآور حالت‌های داستانی بازی‌های قبلی اسمک‌دان و WWF No Mercy است که در آن تصمیم‌ها بر نتایج تأثیر می‌گذارند.این حالت همچنین دارای یک سیستم اخلاقی است که به بازیکنان اجازه می دهد تصمیم بگیرند که آیا می خواهند به عنوان فیس (مورد علاقه هواداران) یا هیل (قانون شکن) بازی کنند و هر انتخابی روی متر تأثیر دارد.همچنین یک سیستم رتبه‌بندی مسابقات 1 تا 5 ستاره وجود دارد که مسابقات را بر اساس تکنیک، سرعت و حرکت رتبه‌بندی می‌کند، به طوری که مسابقات اسکواش رتبه‌بندی کمتری دارند و مسابقات رفت و برگشت رتبه‌بندی بالاتری دارند.بردها و باخت ها تاثیر کمی بر رتبه بندی مسابقات دارند و هدف آنها برگزاری بهترین بازی ممکن است.این حالت در انحصار نسخه های پلی استیشن 4، ایکس باکس وان و مایکروسافت ویندوز بازی است.

## محتوای قابل دانلود
در 14 اکتبر 2014، اعلام شد که دسته ای از دی‌ال‌سی های آینده شامل "شتاب دهنده" است که تمام محتوای درون بازی را باز می کند، و سه رقابت اضافی برای حالت 2K Showcase.«یک مسابقه دیگر» که داستان خصومت بین کریستین و رندی اورتن از سال 2011 را روایت می‌کند، اولین بار در کنار «تالار درد» اضافه شد که تسلط مارک هنری از سال 2011 تا 2013 را برجسته می‌کند و «مسیر جنگجو» که گذشته نگر حرفه ای تالار شهرت دبلیودبلیوای آلتیمت واریر.
دی‌ال‌سی "One More Match" کریستین و اج را به عنوان شخصیت های قابل بازی اضافه می کند.دی‌ال‌سی "تالار درد" به بازیکن گریت کالی جایزه می دهد و کین را به عنوان شخصیت های قابل بازی از بین می برد.همچنین، لباس های اضافی برای مارک هنری، بیگ شو، شیمس، رندی اورتن، دنیل براین و د اوسوز اضافه شده است.دی‌ال‌سی "The Path of Warrior" شامل لباس دیگری برای آلتیمت واریر است و هالک هوگان، ریک رود، آندره د جاینت، سرهنگ مصطفی، ژنرال عدنان، گروهبان اسلاتر را اضافه می کند.
بسته‌های مختلفی در تاریخ‌های نامشخص با سوپراستارها، افسانه‌ها، مدیران و حرکت‌های جدید در دسترس بودند.اولین بسته موجود دی‌ال‌سی «NXT ArRival» بود که The Ascension، آدام رز، اِما و جان لی‌فیلد را به عنوان شخصیت‌های قابل بازی اضافه کرد.بسته دوم اضافه شده WCW Pack دی‌ال‌سی بود که افسانه های WCW فیت فینلی، ویلیام ریگال، بم بم بیگلو، دایموند دالاس پیج و لکس لوگر را اضافه کرد.تمام بسته‌های دی‌ال‌سی به‌جز Paige، که یک نسخه انحصاری برای سیزن پس بود، به‌طور رایگان برای نسخه PC بازی گنجانده شد.
در 27 ژوئیه 2015، پیش‌خرید دی‌ال‌سی هالک هوگان از فروش در شبکه پلی‌استیشن و فروشگاه بازی‌های ایکس‌باکس به دنبال جنجال‌هایی پیرامون اظهارات نژادپرستانه توسط هوگان حذف شد، سپس پس از چهار سال اعلام شد که هوگان این کار را انجام خواهد داد.